# Port lotniczy Betou
Port lotniczy Betou – port lotniczy położony w Betou, w Republice Konga.